# Soud nejvyššího dvorního maršálka
Soud nejvyššího dvorního maršálka (německy Obersthofmarschallgericht) byl zvláštním soudem v habsburské monarchii, k němuž měly přístup jen privilegované osoby, zejména členové císařské rodiny.
Působit začal už na základě nařízení ze dne 5. července 1642, později se jej dotkly další nařízení, dekrety a zákony (z 6. října 1783, č. 196 sb. j. z., ze 14. října 1785, č. 481 sb. j. z., z 30. ledna 1795, č. 216 sb. j. z., a ze 14. června 1815, č. 1159 sb. j. z.). Svou pravomoc vykonával jen nad členy císařské rodiny, ledaže šlo o suverénní panovníky. Dále nad těmi, kterým toto privilegium propůjčil císař, což bývali příslušníci významných šlechtických rodů, a nad osobami požívajícími výsad exteritoriality, jestliže se mu ovšem dobrovolně podrobili. Soud nejvyššího dvorního maršálka ovšem rozhodoval pouze civilní spory, navíc některé spory o věcná práva k nemovitým věcem řešily stále obecné soudy. Nejvyšší dvorní maršálek byl doživotně jmenován císařem, podmínkou pro jmenování bylo splnění předpokladů do soudcovského úřadu. Soudní senát, kterému předsedal, byl pětičlenný (později tříčlenný), přísedící a jejich náhradníci byli jmenováni také císařem, a to ze soudců vídeňského zemského soudu. V nesporných a bagatelních řízeních se ale rozhodovalo samosoudcovsky. Soud byl na úrovni sborového soudu první instance (krajského soudu), o opravných prostředcích proti jeho rozhodnutím tak rozhodoval vrchní zemský soud ve Vídni a třetí instancí byl Nejvyšší soud. Řízení před soudem nejvyššího dvorního maršálka bylo specifické nicméně tím, že ústnímu přelíčení měl vždy předcházet pokus o smír, případné následující jednání bylo neveřejné a členové císařské rodiny se ho neúčastnili. Ti měli navíc (podle § 155 trestního řádu z roku 1873 a § 328 odst. 3 civilního řádu soudního z roku 1895) také tu výsadu, že i ve všech ostatních soudních řízeních je mohl vyslechnout jako svědky nejvyšší dvorní maršálek, aniž by se museli k soudu osobně dostavit.